# 連れ子
連れ子（つれご）は、 単身世帯の人と結婚、または交際した人物から見て、配偶者や交際相手の子ではあるが、自分にとっては、生物学的な子でも養子でもない者のこと。
連れ子は、ある人物から見て配偶者の過去の他者との関係から生まれた子であることもあれば、養子縁組による親子関係ということもあり、その場合、その子は生物学的には両親のいずれとも血縁がないことになる。また英語の「stepchild / stepchildren」の場合は、より曖昧に、親のパートナーが子と同居しておらず、親権がない関係も「stepparent」と称される。

## 日本
日本の民法では、連れ子は「継子（けいし）」、連れ子から見た親の配偶者は「継親（けいしん）」と称され、「継親子（けいしんし）」の関係は血族一親等として扱われていた。現行の民法は、継親子の規定を廃止し、この関係を姻族一親等としている。このため、養子縁組の手続きをしなければ、未成年の子の親権は継親にはない。同様に、養子縁組の手続きをするか、遺言で特段の指定をしない限り、継子は継親の相続人とはならない。

## 連れ子殺しや虐待
動物はまるで本能のように現在の番が別の番だった時に産んだ子を群れから追い出したり、虐待したり、殺傷をしたりする。サルなど比較的知能が高い動物でさえも他の動物のように連れ子を殺傷する。人間でも連れ子殺しや虐待が見られる。
人間の場合、継母(義母)による「継子いじめ」は継子いじめ譚があるように世界各国で昔からよくあるケースである。そして内縁の夫や交際相手など義父親(継父)の場合は、交際相手や結婚相手である(元)シングルマザーの連れ子を虐待したりするだけでなく、殺すケースもある。単独親権である日本では、群馬連れ子殺人・人肉食事件、岸和田中学生虐待事件や目黒女児虐待死事件といった、男に依存するタイプの女性が、離婚後の交際相手や再婚相手による子供への虐待を阻止出来ない（しない）ケースが多発している。最終的に死亡させるケースも珍しくない。
しかし、単独親権が直接的に連れ子虐待と関連しているとする見方には異論がある。まず、単独親権制度自体が虐待を引き起こす要因であるという証拠は乏しく、虐待の発生は親権の形式よりも家庭内の人間関係や個々の性格、経済的・心理的ストレスに大きく依存していると考えられる。たとえば、共同親権が導入されている国々でも継子虐待の事例は存在しており、単独親権が根本的な原因とは言い切れない。単独親権が虐待の直接的原因でないとする視点は、単独親権制度を持つ日本と共同親権が認められている他国（例: アメリカやイギリス）の虐待統計を比較した研究や議論から導かれる。たとえば、米国児童虐待防止局（Administration for Children and Families）の報告では、親権形態と虐待発生率の間に明確な因果関係が見られないことが示唆されている。
また、連れ子虐待は「男に依存するタイプの女性」だけに限定されない。実際には、支配的な性格やDV（家庭内暴力）気質を持つ男性が加害者となるケースも多く報告されている。例えば、2018年に千葉県で発生した継父による連れ子への虐待事件（野田市小4女児虐待死事件太字文）では、交際相手の母親が依存的であったというより、継父が家庭内で暴力を振るい、母親と子を支配する関係性が背景にあった。このような事例では、女性の「依存性」ではなく、男性の支配的な行動が虐待の主要因となっている。さらに、2020年の大阪府での事件では、継父が連れ子に対して日常的な暴力を繰り返し、最終的に重傷を負わせたケースが記録されており、こうした男性の暴力傾向が注目されるべきである。
加えて、連れ子虐待で責任を問われるケースを見ると、女性が圧倒的に多いというデータがある一方で、男性への責任追及が十分に行われていないのではないかという議論も存在する。厚生労働省の児童虐待に関する報告書によれば、虐待の加害者として母親が挙げられる割合が高い一方、継父や内縁の夫が関与するケースでは、司法の場で責任が軽減される傾向が指摘されている。たとえば、目黒女児虐待死事件では、母親が厳しく罰せられた一方で、虐待の主導的役割を果たした継父への批判も根強い。このような事例から、男性の責任が過小評価されているのではないかとの声が上がり、社会的な視点の偏りを是正する必要性が議論されている。
以上の点から、単独親権や「男に依存する女性」だけを問題視するのではなく、虐待の多様な背景や男女双方の責任を考慮した分析が求められる。